# Сражение при Бау (1848)
Сражение при Бау (нем. Schlacht von Bau) было первым полевым сражением во время Датско-немецкой войны 1848—1850 годов и произошло 9 апреля 1848 года у деревни Бау (Бов) к северу от нынешней датско-немецкой границы.

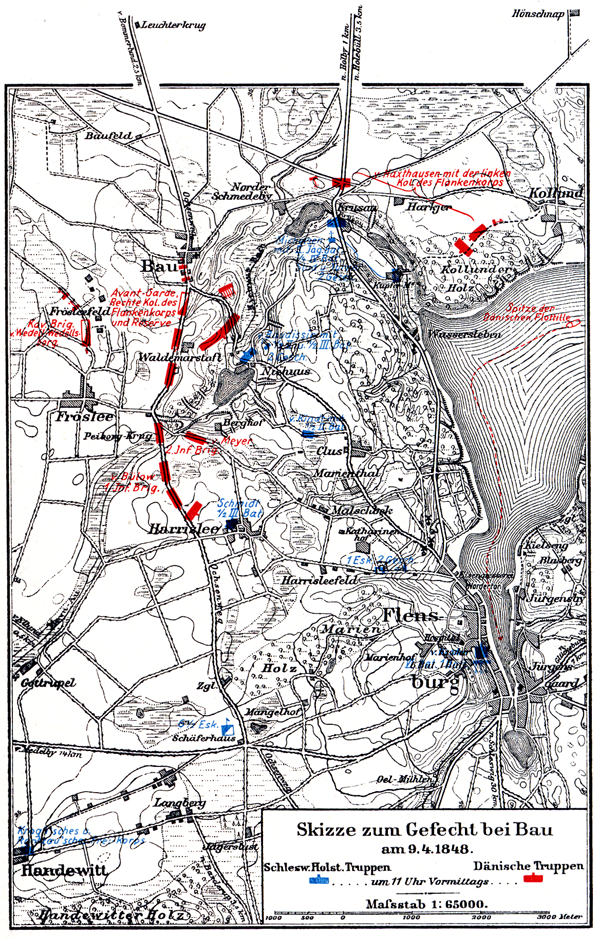
Карта-схема сражения при Бау

Сразу после начала восстания в Шлезвиг-Гольштейне в марте 1848 года и создания временного правительства Шлезвиг-Гольштейна повстанческие силы под руководством принца Нёрского ворвались в Шлезвиг, чтобы заручиться поддержкой населения их делу. Здесь они попыталась закрепиться у Бау.
Ни датская армия, ни вновь сформированная армия Шлезвиг-Гольштейна не были готовы к войне. Датские силы превосходили численностью противника, и датские солдаты были лучше обучены. В конце марта датская армия была разделена на две дивизии. Северо-норвежский армейский корпус в Коллинге (7200 человек) под командованием генерала Ханса Хедеманна и Фланговый корпус в Альсе численностью (3800 человек) под командованием полковника Шлеппегреля. Датский план заключался в том, чтобы два корпуса объединились, двинулись на юг и разбили повстанцев до того, как немецкие федеральные войска смогут прийти им на помощь с юга.
Утром 9 апреля датские войска наступали. Авангард под командованием фон Магиуса с 3-м егерским корпусом и 12-м батальоном при поддержке 4 орудий атаковал с северо-востока главную позицию отрядов Шлезвиг-Гольштейна у Бау. С востока 1-й егерский корпус и несколько рот 5-го и 9-го батальонов нанесли удар в стык по позициям повстанцев в лесу вокруг Коббермёллена, который защищал егерский отряд и студенты из Кильского студенческого и гимнастического корпуса под командованием майора Михельсена.
После ожесточенного боя Бау пал перед датским авангардом, и шлезвиг-гольштейнцы отступили сначала к Нихусу, а затем к Харрислеву, где они забаррикадировали въезды в город и приспособили дома для обороны. Около 12 часов дня 1-й и 11-й датские батальоны атаковали с севера и запада, а 2-й батальон — с юга; два орудия поддерживали атаку.
Пока это происходило, силы майора Михельсена все еще находились в Коббермёллене, не зная, что их основные силы были вынуждены уйти из Бау. После полудня он, наконец, получил известие, что Нихус был оставлен, и, таким образом, его отряду угрожала опасность быть отрезанным. Он приказал отступить, но во время отступления был обстрелян датскими военными кораблями из Фленсбург-фьорда, и его силы были частично рассеяны.
Часть шлезвиг-гольштейнцев заняла позицию на Мёллебаккерне к северу от города, а другим удалось вернуться на окраину Фленсбурга, где они засели на кирпичном заводе и в окружающих домах. 2-й датский батальон несколько раз пытался захватить позиции противника, но был отбит. Только когда 4-й батальон пришел на помощь с запада, ему, наконец, удалось захватить дома, от которых оборонялись шлезвиг-гольштейнцы. Вскоре после этого сдались и силы противника на Мёллебаккерне. Сам Михельсен был тяжело ранен и вскоре умер в датском плену.
С другой стороны отрезать отход главных сил Шлезвиг-Гольштейна не удалось. После тяжелого марша по труднопроходимой местности 1-я пехотная бригада Бюлова была вынуждена отказаться от движения на запад от поля боя и вместо этого взяла курс на Фленсбург. Кавалерийской бригаде также пришлось отказаться от окружения противника. Но победа датчан была обеспечена. Около 14.30 сражение закончилось, и шлезвиг-гольштейнцы бежали на юг.
Датская армия последовала за ними и заняла позицию у Данневирке. Запланированное генералом Хедеманном окружение армии противника удалось лишь частично, так как основные силы Шлезвиг-Гольштейна спаслись, бежав обратно в Рендсбург. Их потери составили 16% всех сил; потери датчан составили 0,8%.